# El alcalde de Zalamea (película de 1914)
El alcalde de Zalamea es una película española muda dirigida por Adrián Gual y Juan Solà Mestres y estrenada en el año 1914. Es una temprana versión del drama homónimo de Calderón de la Barca.